# 김영섭 (1959년)
김영섭(1959년 ~ )은 대한민국의 기업인이다.

## 학력
- 경북대학교 사범대학 부설고등학교
- 고려대학교 경영학과 학사
- 성균관대학교 유학대학원 유학 석사

## 경력
- 럭키금성상사 입사
- LG 회장실 감사팀 부장
- LG상사 미국법인 관리부장
- LG 구조조정본부 재무개선팀 부장
- LG 구조조정본부 재무개선팀 상무
- LG CNS 경영관리부문장 상무
- LG CNS 경영관리본부 부사장
- LG CNS 하이테크사업본부 부사장
- LG CNS 솔루션사업본부 부사장
- LG 유플러스 경영관리실 CFO, 부사장
- LG CNS 대표이사
- KT 대표이사 회장